# Левада (Порденоне)
Левада је насеље у Италији у округу Порденоне, региону Фурланија-Јулијска крајина.
Према процени из 2011. у насељу је живело 41 становника. Насеље се налази на надморској висини од 10 м.